# مدرسة الإصلاح
مدرسة الإصلاح هي مدرسة إسلامية تقع في بلدة سراي مير قرب أعظم كره في الهند، تأسست سنة 1326 هـ / 1909 م.
كان القيّم عليها وواضع منهاجها المفسر عبد الحميد الفراهي (ت 1349 هـ / 1930 م). ومنهج المدرسة قريب من ما هو متبع في ندوة العلماء في لكهنؤ.
وبالإضافة إلى القرآن الكريم، يدرس الطلاب في مدرسة الإصلاح اللغة الإنجليزية واللغة الهندية والعلوم والرياضيات والعلوم السياسية والاقتصاد وعلوم الحاسب الآلي.

## وصلات خارجية
- موقع مدرسة الإصلاح نسخة محفوظة 30 سبتمبر 2007 على موقع واي باك مشين.